# Max Motors

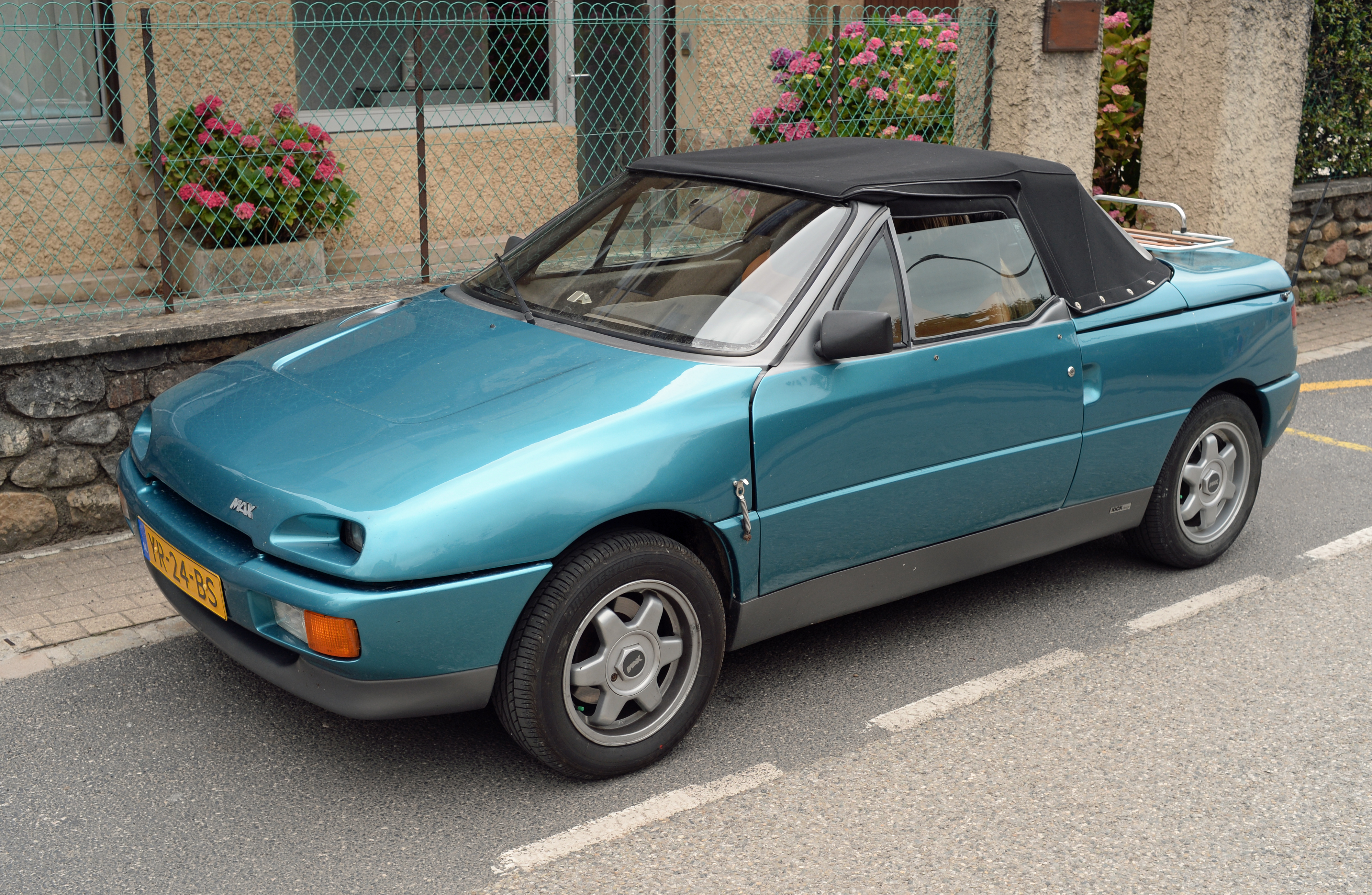
Max

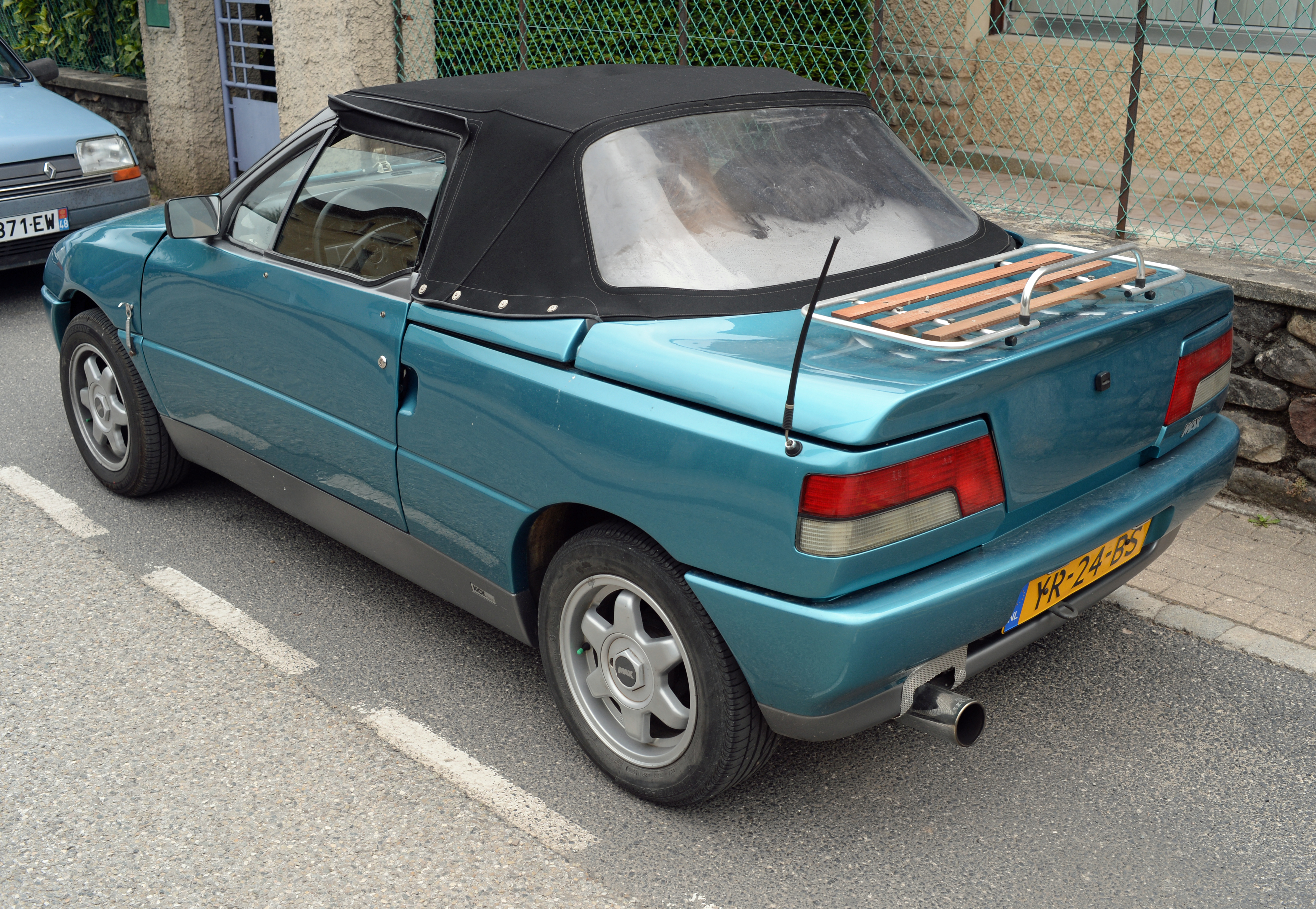

Max Motors B.V. war ein niederländischer Hersteller von Automobilen.

## Unternehmensgeschichte
Das Unternehmen aus Helmond übernahm von Kick Design die Fahrzeugstudie Max und entwickelte sie zur Serienreife. Die Produktion lief von 1988 bis 1993. Insgesamt entstanden 17 Exemplare.

## Fahrzeuge
Das einzige Modell war ein kleines Spaßauto, das überwiegend als Roadster, in wenigen Exemplaren auch mit einer kleinen hinteren Sitzbank für Kinder sowie als Pick-up hergestellt wurde. Viele Teile kamen von Peugeot/Citroën. Fahrwerk, Motor und Antrieb lieferte der Peugeot 205. Der Vierzylindermotor mit 1360 cm³ Hubraum und 83 PS Leistung ermöglichte eine Höchstgeschwindigkeit von 190 km/h.